# Гемофільна інфекція
Гемофі́льна інфе́кція (Хіб-інфекція, англ. Hib) — гостра інфекційна хвороба, яку спричинює гемофільна паличка. Гемофільна інфекція характеризується переважним ураженням органів дихання, центральної нервової системи та розвитком гнійних вогнищ (гнояків) у різних органах.

## Історія відкриття
Вперше гемофільну паличку виділив Ріхард Пфайффер під час пандемії грипу в 1889 році. Її було помилково визнано етіологічною причиною грипу, що й визначило її назву (паличка інфлюенци — інша назва грипу). У 1920 році Вінслоу з колегами, які відкрили необхідність для росту мікроорганізму еритроцитарних факторів, паличку було перейменовано в Haemophilus («любляча кров»). У 1933 році відкрито вірусів грипу, проте слово influenzae у назві гемофільної палички збереглося. Мікробіологічні та імунологічні властивості H. influenzae дослідив М. Піттман в 1930 році. У 1933 році в м. Фотергілла І. Райтом була виявлена залежність захворюваності на гемофільну інфекцію від віку.

## Етіологія
Збудник — Haemophilus influenzae (паличка Пфайфера). Його відносять до родини Pasteurellaceae, роду Haemophilus (який включає 16 видів бактерій). 
Являє собою дрібну грамнегативну кокоподібну бактерію (0,3 мкм в діаметрі), для свого зростання вимагає наявності в еритроцитах термолабільного фактора V і термостабільного фактора Х.
За культуральними властивостями (продукція індолу, активність уреази тощо) вирізняють 7 біотипів (від I до VII). Частина виділених зі слизових оболонок паличок інфлюенци має капсулу. Відомо 6 антигенно різних капсульних типів, які позначають від А до F. Найбільше значення в патології людини має Haemophilus influenzae type b. Даний серотип відрізняється від інших наявністю 8 генів, відповідальних за утворення фімбрій, які сприяють поліпшенню адгезивних і пенетрантних властивостей. Також, на відміну від інших серотипів, Haemophilus influenzae type b — єдина, яка здатна проникати в кровоносне русло.

## Епідеміологічні особливості
Джерелом і резервуаром інфекції є тільки людина. Механізм передачі — повітряно-крапельний. Збудник локалізується на слизовій оболонці верхніх дихальних шляхів. H. influenzae можна виділити з носоглотки 90 % здорових людей, причому на більш вірулентний тип b припадає близько 50 % всіх виділених штамів. Здорове носійство може тривати від кількох днів до кількох місяців. Носійство зберігається навіть при високому титрі специфічних антитіл і навіть при призначенні високих доз антибіотиків. Найчастіше хворіють діти віком від 6 міс до 4 років, рідше хворіють новонароджені, діти старшого віку і дорослі.
До введення обов'язкової вакцинації проти Hib в США (до 1990р), за даними ААР (American Academy of Pediatrics) щорічно реєстрували близько 20 000 випадків захворювання і близько 1 000 смертей у дітей у результаті гемофільної інфекції. Неврологічні ускладнення відзначали в 25-35 % випадків. На сьогодні в європейських країнах реєструють 26-43 випадки захворювань на 100 000 дітей, смертність становить 1-3 %, спостерігають високий рівень неврологічних ускладнень. 
Показники захворюваності на гемофільну інфекцію типу b в тисячі разів вище у дітей сприйнятливого віку (75-85 % випадків захворювань — у віці до 24 міс, пік — 6-12 міс). 

### Групи ризику для даного захворювання
- люди екстремального віку (діти до 2-х років, літні люди);
- діти, які відвідують дитячі дошкільні установи. В одному з досліджень було показано, що до 50 % інвазивних форм можна віднести за рахунок зараження при відвідуванні дитячих закладів;
- діти на грудному вигодовуванні. Фактор грудного вигодовування є почасти гіпотетичним, оскільки до кінця не ясний механізм впливу на захист від гемофільної інфекції. Тут можуть грати роль як поживні, так і імунні фактори, що знаходяться в грудному молоці. Після імунізації жінок полісахаридною вакциною на 36-39 тижнях вагітності було відзначено 20-кратне зростання виділення специфічних антитіл з грудним молоком в післяпологовому періоді;
- представники неєвропейських рас. Цей фактор ризику також є досить спірним, однак багато дослідження захворюваності показували, що захворюваність серед дітей неєвропейських рас значно вище;
- особи з низьким соціально-економічним статусом. Ризик захворювання значно збільшується при скупченому проживанні;
- особи з різними видами імунодефіциту;
- вкрай ослаблені та страждають на алкоголізм;
- хворі на лімфогранулематоз (хвороба Ходжкіна), серпоподібноклітинну анемію;
- особи, які зазнали спленектомію (видалення селезінки).

Захворюваність підвищується в кінці зими і навесні. За останні роки помітно збільшилася захворюваність дорослих. 
Необхідно відзначити, що варіант клінічної форми гемофільної інфекції залежить від віку. Так, згідно закордонними даними, менінгіт зустрічається частіше у дітей у віці 6-9 місяців, епіглотит зустрічається частіше у дітей старше 2-х років, целюліт (запалення підшкірної клітковини) частіше зустрічається у дітей в однорічному віці. Для дорослих і літніх людей менінгіт є нехарактерним — частіше розвивається пневмонія. 

## Патогенез
Воротами інфекції є слизова оболонка носоглотки. Механізмом передачі є повітряно-крапельний, проте у маленьких дітей шлях передачі може бути контактним. Збудник може тривалий час персистувати в області воріт інфекції у вигляді латентної безсимптомної інфекції. В деяких випадках, в основному у осіб з ослабленими захисними силами та осіб, що входять до груп ризику, латентна форма переходить в маніфестну. Ризик переходу інапарантного носійства в манифестну форму посилюється за наявності супутньої вірусної інфекції та збільшення мікробної маси. Необхідно відзначити роль вторинних контактів. Даний механізм передачі найбільш актуальний для дітей у віці до двох років. Слід відрізняти первинне захворювання, яке виникає внаслідок контакту із здоровим носієм і вторинне, яке виникає при контакті з хворим в маніфестній формі. Збудник поширюється по навколишнім тканинам, обумовлюючи розвиток синуситів, отитів, бронхітів, пневмоній, запалення підшкірно-жирової клітковини, або шляхом гематогенної дисемінації уражає суглоби та інші органи, перебігаючи на кшталт сепсису. Штами гемофільної палички, що не мають капсули, уражають тільки слизові оболонки. Системні захворювання спричинюють тільки збудники, що мають капсулу, в 95 % випадках це гемофільна паличка типу b. Унікальною властивістю бактерій даного типу є їх здатність проникати в кровоносне русло шляхом розривання міжклітинних з'єднань. Також, більш виражена патогенність цих штамів пов'язана з тим, що капсула здатна пригнічувати фагоцитоз. Збудник може протягом кількох діб персистувати в кровоносній руслі безсимптомно до тих пір, поки маса мікробних тіл не стане критичною. Потім бактерія проникає в ЦНС через хороідальние сплетення, породжуючи інфільтрацію і гнійне запалення м'яких мозкових оболон. У тих осіб, що перенесли захворювання, формується стійкий імунітет. 
Імунна відповідь організму на цю інфекцію має кілька особливостей. Внаслідок придушення фагоцитозу, продукція антитіл В-лімфоцитами активується без участі Т-хелперів. Саме тому імунний відгук організму у відповідь на укорінення Hib в більшості випадків недостатній, відсутній. Також відзначають вкрай слабку Т-незалежну продукцію специфічних антитіл у віці до 18 місяців. Крім того, полісахариди є набором олігосахаридів, кожен з яких здатний індукувати слабку імунну відповідь. Це в свою чергу обумовлює множинність і варіабельність антитіл на шкоду кількісному фактору. Місцевий імунітет, представлений секреторними антитілами класу IgA, вивчений недостатньо. Більш того, було виявлено, що капсульні види H. influenzae виділяють протеази, що інактивують антитіла. Проведені дослідження місцевого імунітету у здорових носіїв показали, що роль місцевого імунітету може бути досить важливою — блокування пенетрації слизової оболонки бактеріями, запобігання проникнення мікроорганізмів в кровоносне русло. Комплемент при гемофільної інфекції може бути активований як за класичним (антитіло-залежному) шляхи, так і по альтернативному шляху. Антігени клітинної стінки H. influenzae здатні активувати комплемент по альтернативному шляху, в той час як комплекс антитіл і антигенів, здатний активувати комплемент по класичному шляху. 

## Клінічна симптоматика
Тривалість інкубаційного періоду встановити важко, оскільки захворювання нерідко є наслідком переходу латентної інфекції в маніфестну. Може розвинутися місцевий запальний процес слизової оболонки верхніх дихальних шляхів або розвиваються захворювання, обумовлені гематогенною дисемінацією. Гемофільна паличка типу b є однією з найчастіших причин генералізованої інфекції (бактеріємії) у дітей, у половини з них розвивається гнійний менінгіт, досить часто (15-20 %) пневмонія і рідше інші вогнищеві ураження. Як правило, гемофільна інфекція перебігає гостро, але деякі клінічні форми можуть приймати затяжний перебіг. 

### Клінічна класифікація
- Гнійний менінгіт.[2]
- Гостра пневмонія.[2]
- Септицемія.
- Запалення підшкірної клітковини (целюліт).
- Епіглотит (запалення надгортанника).
- Гнійний артрит.
- Інші захворювання (перикардит, синусити, отит[2], остеомієліт,  захворювання дихальних шляхів та ін.). [3]

За даними Бостонського університету найчастішими клінічними формами гемофільної інфекції є менінгіт, середній отит і пневмонія. 
Гнійний менінгіт спостерігають переважно у дітей від 9 місяців до 4 років (для даної вікової групи це найчастіша причина менінгітів). Захворювання розвивається гостро, іноді з симптомів ГРЗ, потім швидко розвивається клінічна симптоматика, характерна для бактеріальних менінгітів. Іноді менінгіальний синдром поєднується з іншими проявами гемофільної інфекції (гнійний артрит, запалення надгортанника, целюліти). Захворювання перебігає тяжко і нерідко закінчується летально (близько 10-15 % випадків). 
Гемофільна пневмонія (за даними Бостонського університету) є другою за частотою серед всіх бактеріальних пневмоній у дітей. Може проявлятися як у вигляді осередкової, так і у вигляді часткової (крупозної), дуже часто (до 70 %) супроводжується гнійним плевритом (у дітей), може ускладнюватися гнійним перикардитом, середнім отитом. Може приймати затяжний перебіг. У дорослих, особливо літніх осіб, гемофільна інфекція може нашаровуватися на інші види інфекцій. 
Гемофільний сепсис частіше розвивається у дітей 6-12 міс, схильних до цього захворювання. Перебігає бурхливо, нерідко як блискавичний, з септичним шоком і швидкою загибеллю хворого. 
Запалення підшкірної клітковини (целюліт) також розвивається у дітей до 12 міс, частіше локалізується на обличчі, рідше на кінцівках. Починається нерідко з картини ГРЗ (ринофарингіт), потім з'являється набряк в області щоки або навколо очниці, шкіра над припухлістю гіперемійована, з ціанотичним відтінком, іноді захворювання супроводжується середнім отитом. Температура тіла субфебрильна, симптоми загальної інтоксикації виражені слабо. У дітей старших вікових груп запалення підшкірної клітковини може локалізуватися на кінцівках. 
Запалення надгортанника (епіглотит) є дуже тяжкою формою гемофільної інфекції, в більшості випадків (близько 90 %) супроводжується бактеріємією. Починається гостро, характеризується швидким підйомом температури тіла, вираженою загальною інтоксикацією і картиною швидко прогресуючого крупа, який може привести до загибелі дитини від асфіксії (повна непрохідність дихальних шляхів або зупинка дихання). 
Гнійні артрити є наслідком гематогенного заносу гемофільної палички, нерідко супроводжуються остеомієлітом. 

## Діагностика
При розпізнаванні необхідно враховувати вік хворого, наявність факторів, інфікуванню гемофільною паличкою, характерні клінічні прояви (целюліти, епіглотити та ін.). Підтвердженням діагнозу служить виділення гемофільної палички в гною, мокротиння, ліквору, матеріалу, взятому зі слизових оболонок. Середовищами вибору для культивування є агари, збагачені кров'ю (20 %) (бажано наявність еритроцитарних кофакторів X і V). Фарбування за Грамом також є діагностично важливим. Серологічними тестами вибору є латекс-аглютинація і реакція преципітації. Цінність цих методів особливо велика для діагностики в тих випадках, коли антимікробну терапія була розпочата до посіву культури. У спинномозковій рідині (іноді в сечі) можна виявити капсульний антиген гемофільної палички за допомогою реакції зустрічного іммунофореза або імуноферментного методу. Однак факт виявлення не може однозначно свідчити на користь діагнозу гемофільної інфекції, так як антиген може виявлятися при носійстві, при недавньої вакцинації полисахаридной вакциною або забрудненні аналізу перехресно реагують з фекальними мікроорганізмами.
Експрес-діагностика — виявлення антигену збудника і його серотипування за реакцією латекс-аглютинації (РЛА) і реакцією непрямої гемаглютинації (РНГА). Для серологічної діагностики широко використовують реакції імунодифузії, зв'язування комплементу.

## Лікування
Без етіотропної терапії деякі форми гемофільної інфекції (менінгіт, епіглотит) майже завжди закінчуються смертю хворого. Необхідно як можна раніше почати етіотропну терапію. Найбільш ефективним і малотоксичних до 1970 року, коли був виявлений факт наявності антібіотико резистенності у H. influenzae, вважався ампіцилін, проте в останні роки все частіше стали виділятися штами гемофільної палички, резистентні до цього антибіотика. H.influenzae стійкий до незахищених пеніцилінів, деякі з штамів продукують пеніциліназу. Ампіцилін вводять внутрішньовенно в добовій дозі 200—400 мг/кг /добу дітям, і 6 г/добу дорослим. У деяких рекомендаціях, зокрема Американської Педіатричної Академії, пропонують з самого початку застосовувати ампіцилін, цефалоспорини (ІІІ покоління) в комбінації з левоміцетином. 
Є джерела, де повідомляється про вищу, ніж для ампіциліну, ефективність таких антибіотиків, як амоксицилін з клавулановою кислотою і азитроміцин, навіть при застосуванні короткими курсами. 

## Профілактика
Здоровим носіям гемофільної палички типу b та особам із групи ризику, які контактують з хворими гемофільної інфекцією, протягом першого тижня після реєстрації першого випадку захворювання рекомендується приймати рифампіцин всередину в дозі 10-20 мг / кг / добу (максимум 600 мг / добу) одноразово в протягом 4 днів. 

### Специфічна профілактика
У 1974 році у Фінляндії було проведено перше широкомасштабне дослідження ефективності капсулярної полисахаридной вакцини, яке увійшло в аннали історії вакцинування проти Hib. Було виявлено, що вакцина вкрай ефективна (55-85 % при рівні достовірності в 95 %) у віці 18-71 місяців і забезпечує 4-річний захист в 90 % випадків. Однак, більш скромні результати були отримані у дітей віком до 18 місяців. 
Пізніше проводили численні випробування полісахаридних вакцин в Європі і Північній Америці. Зокрема, клінічне випробування у Великій Британії (1991—1993) показало зниження на 87 % захворюваності на менінгіт гемофільної етіології. У Голландії, при проведенні аналогічного дослідження, було зафіксовано повну відсутність випадків менінгіту гемофільної етіології протягом 2-х років після початку імунізації. 
Обов'язкова імунізація проти гемофільної інфекції введена в США (1990), Канаді (1990) і ряді інших країн. Вакцинація проводиться дітям в 3 етапи: у 3, 4, 5 і 6 місяців. У віці 18 місяців — одноразова ревакцинація. 

### Деякі факти, що підтверджують ефективність вакцинації
За даними, опублікованими рядом авторів (Adams WG et al) в JAMA, результати такі: 
- 1989 — 37 / 100.000
- 1991 — 11 / 100.000

Зниження числа випадків захворювань на менінгіт гемофільної етіології у дітей на 82 % з 1985 по 1991, запобігання близько 10.000-16.000 захворювань гемофільної інфекцією в 1991 році. 
Наразі найефективнішим вважається введення трьох доз кон'югованих вакцин — в 2, 4 і 6 місяців. Вакцини взаємозамінні.